# Гребенников, Сергей Тимофеевич
Серге́й Тимофе́евич Гребе́нников (14 августа 1920 на КВЖД, в городе Шахэ, в провинции Хэбэй, Китайская республика — 29 сентября 1988, Москва, СССР) — русский советский поэт-песенник, кино- и театральный актёр. Окончил Московское городское театральное училище.

## Биография
Сергей Тимофеевич Гребенников родился 14 августа 1920 года в семье рабочего-железнодорожника. В 10-летнем возрасте потерял родителей; его воспитывал старший брат Владимир Тимофеевич Гребенников (1911—1942), проживавший в городе Сочи. В 1936 году, по окончании 9-го класса средней школы, Сергей Гребенников поступил по конкурсу на вокально-драматическое отделение Московского музыкального училища имени А. К. Глазунова. В 1937 году перешёл в Московское городское театральное училище (тогда при Камерном театре), а окончив его, поступил в Музыкальное училище при Московской консерватории.
В 1941 году Сергей Гребенников был зачислен в хор ансамбля Центрального дома культуры железнодорожников под управлением И. О. Дунаевского. С этим коллективом с 1941 по 1943 год артист выступал с концертами в частях Дальневосточной Армии и Флота. С 1944 года работал в Московском театре миниатюр, после его расформирования — в Театре оперетты Московской области, затем в цыганском театре «Ромэн» и, наконец, в Московском театре юного зрителя. С 1961 года Гребенников перешёл на литературную работу.
Сергей Тимофеевич умер в Москве 29 сентября 1988 года. Похоронен на 43-м участке Ваганьковского кладбища.

## Творчество
В 1950-х годах служил в Московском ТЮЗе одновременно с Н. Н. Добронравовым, знакомство с которым и предопределило его дальнейшую творческую судьбу.
Одновременно с работой в театрах Москвы снялся в нескольких кинофильмах:
- «Белорусские новеллы» (киносборник, новелла «На зов матери») (1942);
- «Случай с ефрейтором Кочетковым» (1955) — капитан Гаранин, командир батареи;
- «Серый разбойник» (1956) — Игнат Васильевич, зоотехник колхоза.

В 1960-х годах Сергей Тимофеевич начал профессионально заниматься литературной работой. Совместно с Николаем Добронравовым написал новогодние сказки, постановки которых шли в клубах и дворцах культуры Москвы, а также в Георгиевском зале Московского Кремля.
Соавторы создали также инсценировки и оригинальные пьесы для детского и музыкального вещания Всесоюзного радио, пьесы для театров кукол «Колосок — волшебные усики», «Тайна старшего брата», постановки по которым шли в кукольных театрах Москвы, Ленинграда, других городов СССР, за границей.
В 1960 году Сергей Гребенников и Николай Добронравов написали пьесу «Загорается маяк», которая на протяжении ряда лет с успехом шла на сцене Московского театра юного зрителя. В 1962 году пьеса «Загорается маяк» вышла в издательстве «Молодая гвардия».
К середине 1960-х молодые актёры покинули театр и много ездили по стране, в частности по Сибири, в результате чего создали первый поэтический сборник «В Сибирь за песнями» (Москва, 1964), а также ряд песен (в частности, «Голос сторонников мира», композитор Василий Дехтерёв). В те же годы на музыку Дехтерёва в Куйбышевском театре оперы и балета по либретто С. Гребенникова и Н. Добронравова была поставлена опера «Иван Шадрин».
В этот же период начинает складываться их творческий союз с молодым композитором Александрой Пахмутовой. Соавторы создали немало песен, среди них «Геологи» (1959), цикл «Таёжные звёзды» (1962—1963): «Главное, ребята, сердцем не стареть», «По Ангаре» и др. На протяжении долгих лет этот коллектив создал множество популярных песен, которые исполняли: Большой детский хор под управлением В. Попова, Лев Барашков, Марк Бернес, Юрий Гуляев, Муслим Магомаев, Иосиф Кобзон, Майя Кристалинская, Лев Лещенко, Вадим Мулерман, Эдуард Хиль, Валентина Толкунова, Фрида Боккара, ансамбли «Пламя», «Самоцветы», «Надежда», «Добры молодцы», «Hi-Fi» и другие.
Кроме того, музыку на стихи Сергея Гребенникова писали такие композиторы, как Микаэл Таривердиев (Садовое кольцо), Сигизмунд Кац, Евгений Мартынов, Аркадий Островский, Муслим Магомаев.
На протяжении двух десятилетий Сергей Тимофеевич печатает в московском издательстве «Молодая гвардия» повести и рассказы для детей и юношества, написанные как в соавторстве с Николаем Добронравовым, так и самостоятельно:
- «„Отчаянный“, отчаливай» (1968);
- «Третий не лишний» (1971);
- «Скоро каникулы!» (1976);
- «Большие каникулы» (1982).

## Песни на музыку А. Н. Пахмутовой
- «Главное, ребята, сердцем не стареть!» — исп. Л. П. Барашков, И. Кобзон.
- «Куба — любовь моя» — исп. ВИА «Надежда», М. М. Магомаев
- «Нежность» — исп. М. В. Кристалинская, Фрида Боккара, Т. Буланова
- «Звёзды над тайгой» — исп. И. Д. Кобзон и Елена Камбурова
- «Трус не играет в хоккей» — исп. Вадим Мулерман, Э. А. Хиль, Большой детский хор под управлением В. Попова
- «Снегурочка» — исп. Владимир Александрович Нечаев, Сергей Яковлевич Лемешев
- «Смелость строит города» — исп. Э. А. Хиль
- «Шумят хлеба» — исп. Геннадий Михайлович Белов
- «Прощание с Братском» — исп. Юрий Пузырёв и Аида Ведищева, Иосиф Кобзон
- «Усталая подлодка» — исп. Юрий Богатиков, Ю. А. Гуляев
- "В море идут катера" - исп. Иосиф Кобзон
- «По Ангаре» («Девчонки танцуют на палубе») — исп. И. Д. Кобзон и М. В. Кристалинская
- «Геологи» — исп. Ирина Бржевская, группа «Hi-Fi»
- «ЛЭП-500» — исп. Юрий Пузырёв
- «Звезда рыбака» — исп. М. М. Магомаев
- «Молодеет вся планета»
- «На взлёт!» — исп. Анатолий Королёв, Э. А. Хиль
- «Море стало строже» — исп. Э. А. Хиль
- «Русь» — исп. М. В. Кристалинская
- «Гайдар шагает впереди» — исп. Большой детский хор под управлением В. Попова
- «Всегда готовы!» — исп. Большой детский хор под управлением В. Попова
- «Страна Пионерия» — исп. Большой детский хор под управлением В. Попова
- «Замечательный вожатый» — исп. Большой детский хор под управлением В. Попова
- «Гудит завод» — исп. Большой детский хор под управлением В. Попова
- «Мы на огненных мчались конях» — исп. Большой детский хор под управлением В. Попова
- «Мы тоже Советская власть» — исп. Большой детский хор под управлением В. Попова
- «Лодочка моторная» — исп. Большой детский хор под управлением В. Попова
- «Обнимая небо» — исп. Лев Барашков, Юрий Гуляев
- «Песня красных следопытов» — исп. Большой детский хор под управлением В. Попова
- «Мальчиш-Кибальчиш» — исп. Большой детский хор под управлением В. Попова
- «Песня о библиотеке имени Ленина» — исп. Большой детский хор под управлением В. Попова
- «Утро, здравствуй» — исп. Большой детский хор под управлением В. Попова
- «Песня о пионерах-героях» — исп. Большой детский хор под управлением В. Попова